# Jackie Clune
Jackie Clune (Harlow, 13 dicembre 1965) è un'attrice, cantante e insegnante inglese, nota soprattutto come attrice di musical nel West End londinese.

## Biografia
Si è laureata in teatro all'Università del Kent, dove è rimasta ad insegnare per sei anni dopo la laurea. Dopo aver lavorato come giornalista radiofonica per la BBC, si è dedicata al teatro, lavorando prima all'Edinburgh Fringe e poi nel teatro del West End. Ha lavorato in diversi musical ed opere di prosa a Londra, New York e tour internazionali, tra cui Mamma Mia!, Billy Elliot the Musical, Candide, La tempesta, Giulio Cesare e 9 to 5.
Jackie Clune è bisessuale e sposata con l'attore e stuntman Richard Hannant dal 2008. La coppia ha avuto quattro figli.

## Filmografia parziale

### Cinema
- Fuga in Normandia (The Great Escaper), regia di Oliver Parker (2023)

### Televisione
- EastEnders – serial TV, 1 puntata (1999)
- Rhona – serie TV, 1 episodio (2000)
- Waking the Dead – serie TV, 1 episodio (2001)
- Towards Zero, regia di Sam Yates – miniserie TV (2025)